# Brâncoveanca, Teleorman
Brâncoveanca este un sat în comuna Plopii-Slăvitești din județul Teleorman, Muntenia, România. Se află în partea de vest a județului, în Câmpia Boianului. La recensământul din 2002 avea o populație de 1215 locuitori.